# Mind Game
『Mind Game』（マインド・ゲーム）は、中山美穂の7作目のスタジオ・アルバム。1988年7月11日にキングレコードより発売された。規格品番はLP:K28A 860、CT:K28H 1170、CD:K32X 270。

## 概要
帯コピー：夏だからダンサブル!! 心のままに…（通常盤）／ 心のままに…DANCE WITH ME（GOLD CD）
13枚目のシングル「人魚姫 mermaid」と同時発売された（表題曲は本作に未収録となった）。カップリング曲の「In The Morning」は収録されたが、アウトロ部分がシングルとアルバムでは若干異なっている。シンガーソングライターのCindyをこのタイミングから起用し、久保田利伸の制作チームからの楽曲提供を受ける等、それまでの中山美穂の音楽性とは異なるアーティスティックな作品へと躍進を遂げている。
本人作詞・作曲の「Long Distance To The Heaven」は、同年の冬に行われたコンサートツアー「MIHO Catch '88」で「Long Distance 天国へ」というタイトルで歌われていたが（ライブビデオ『CATCH ME MIHO NAKAYAMA LIVE '88』に収録）、タイトルとアレンジが変更されて本作に収録（初レコード化）となった。歌詞の内容は中山自身の実話で、デビュー前から共に歌手を目指していたものの自ら命を絶ってしまった親友であるアイドル遠藤康子のことを歌っている。
ジャケットのカバー・ペインティングはロバート・ブルーの手によるもの。なお、ジャケットは同日発売のシングル「人魚姫 mermaid」と同一のものでサイズ違い。中山のビキニ姿のイラストであった為、歌番組等でも取り上げられた。

## 収録曲

### LP / CT
| #  | タイトル                 | 作詞     | 作曲       | 編曲     | 時間 |
| -- | ------------------------ | -------- | ---------- | -------- | ---- |
| 1. | 「Into The Crowd」       | 北山瑞穂 | 羽田一郎   | 羽田一郎 | 1:07 |
| 2. | 「Strange Parade」       | 芹沢類   | 羽田一郎   | 杉山卓夫 | 3:24 |
| 3. | 「Why Not?」             | 芹沢類   | 羽田一郎   | 杉山卓夫 | 3:31 |
| 4. | 「Cat Walk」             | 芹沢類   | KITARO     | KITARO   | 3:54 |
| 5. | 「Moonlight Sexy Dance」 | 康珍化   | 杉山卓夫   | 杉山卓夫 | 4:26 |
| 6. | 「In The Morning」       | 川村真澄 | 久保田利伸 | 杉山卓夫 | 5:19 |

| #  | タイトル                        | 作詞     | 作曲            | 編曲     | 時間 |
| -- | ------------------------------- | -------- | --------------- | -------- | ---- |
| 1. | 「Mind Game」                   | 芹沢類   | CINDY・羽田一郎 | 杉山卓夫 | 4:38 |
| 2. | 「I Know」                      | 芹沢類   | CINDY           | 杉山卓夫 | 5:29 |
| 3. | 「Velvet Hammer」               | 川村真澄 | 久保田利伸      | 杉山卓夫 | 3:40 |
| 4. | 「Take It Easy」                | 川村真澄 | 久保田利伸      | 杉山卓夫 | 4:30 |
| 5. | 「Long Distance To The Heaven」 | 北山瑞穂 | 北山瑞穂        | 杉山卓夫 | 5:20 |
| 6. | 「Husky Town」                  | 芹沢類   | 羽田一郎        | 杉山卓夫 | 2:26 |

### CD
| #   | タイトル                        | 作詞     | 作曲            | 編曲     | 時間 |
| --- | ------------------------------- | -------- | --------------- | -------- | ---- |
| 1.  | 「Into The Crowd」              | 北山瑞穂 | 羽田一郎        | 羽田一郎 | 1:07 |
| 2.  | 「Strange Parade」              | 芹沢類   | 羽田一郎        | 杉山卓夫 | 3:24 |
| 3.  | 「Why Not?」                    | 芹沢類   | 羽田一郎        | 杉山卓夫 | 3:31 |
| 4.  | 「Cat Walk」                    | 芹沢類   | KITARO          | KITARO   | 3:54 |
| 5.  | 「Moonlight Sexy Dance」        | 康珍化   | 杉山卓夫        | 杉山卓夫 | 4:26 |
| 6.  | 「In The Morning」              | 川村真澄 | 久保田利伸      | 杉山卓夫 | 5:19 |
| 7.  | 「Mind Game」                   | 芹沢類   | CINDY・羽田一郎 | 杉山卓夫 | 4:38 |
| 8.  | 「I Know」                      | 芹沢類   | CINDY           | 杉山卓夫 | 5:29 |
| 9.  | 「Velvet Hammer」               | 川村真澄 | 久保田利伸      | 杉山卓夫 | 3:40 |
| 10. | 「Take It Easy」                | 川村真澄 | 久保田利伸      | 杉山卓夫 | 4:30 |
| 11. | 「Long Distance To The Heaven」 | 北山瑞穂 | 北山瑞穂        | 杉山卓夫 | 5:20 |
| 12. | 「Husky Town」                  | 芹沢類   | 羽田一郎        | 杉山卓夫 | 2:26 |

| #   | タイトル                            | 作詞   | 作曲       | 編曲       | 時間 |
| --- | ----------------------------------- | ------ | ---------- | ---------- | ---- |
| 13. | 「人魚姫 mermaid」                  | 康珍化 | CINDY      | ROD ANTOON | 4:07 |
| 14. | 「Funky Mermaid」(M.I.D. DANCE MIX) | 康珍化 | CINDY      | ROD ANTOON | 6:39 |
| 15. | 「人魚姫 mermaid」(Instrumental)    | -      | CINDY      | ROD ANTOON | 4:06 |
| 16. | 「In The Morning」(Instrumental)    | -      | 久保田利伸 | 杉山卓夫   | 5:22 |

## 再発盤
- 1989年12月25日 - GOLD CD（完全限定盤 330A-50089／同アルバムを含む1988年までに発売されたアルバム全てがGOLD CDで完全限定同日発売された）
- 1992年11月21日 - CD（廉価盤 KICS-269）
- 2015年10月14日 - CD（廉価盤 KICS-3267）
2015年リマスタリング仕様で「30th Anniversary Original Album Collection」として、これまでにリリースしたアルバムのうち25作品が同日再発売された。
- 2023年8月30日 - 『Mind Game（+4）』SACDハイブリット（NKGD-31）
アルバム未収録シングル「人魚姫 mermaid」などボーナストラック4曲を追加収録。タワーレコード全店およびタワーレコード・オンライン限定でリリースされた[4]。